# Cataño
Cataño è una città di Porto Rico situata sulla costa settentrionale dell'isola. L'area comunale confina a est con Guaynabo, a sud con Bayamón e a ovest con Toa Baja. È bagnata a nord dalle acque dell'oceano Atlantico. Il comune, che fu fondato nel 1927, oggi conta una popolazione di oltre 30.000 abitanti ed è suddiviso in 8 circoscrizioni (barrios). Assieme ai comuni di Bayamón, Carolina, Canóvanas, Caguas, Guaynabo, Toa Alta, Toa Baja, San Juan e Trujillo Alto forma la grande area metropolitana di Porto Rico che raggiunge i 2.000.000 di persone, circa la metà dell'intera popolazione dell'isola.

## Infrastrutture e trasporti
A Cataño, assieme ai comuni di San Juan e Guaynabo, trova spazio l'area portuale di San Juan, che si estende attraverso l'intera baia di San Juan. In particolare, a Cataño, si sviluppa l'area prettamente commerciale del porto.